# Айнаколь (Кизилординська міська адміністрація)
Айнако́ль (каз. Айнакөл) — село у складі Кизилорджинської міської адміністрації Кизилординської області Казахстану. Входить до складу Кизилозецького сільського округу.
У радянські часи село називалось Опитне.
Населення — 460 осіб (2021; 394 у 2009, 389 у 1999, 326 у 1989).